# Arrow-Pratt-Maß
Das nach Kenneth Arrow und John W. Pratt benannte Arrow-Pratt-Maß ist ein Maß für die Risikoaversion eines Entscheiders, wobei zwischen dem Arrow-Pratt-Maß der absoluten Risikoaversion ARA und dem der relativen Risikoaversion RRA zu unterscheiden ist.

## Das Arrow-Pratt-Maß der absoluten Risikoaversion
Sei {\displaystyle u(x)} eine zweimal differenzierbare, monoton steigende Nutzenfunktion, dann ist das Arrow-Pratt-Maß der absoluten Risikoaversion {\displaystyle {\mathit {A}}RA(x)} für diese Nutzenfunktion wie folgt definiert:
{\displaystyle {\mathit {ARA}}(x):=-{\frac {u''(x)}{u'(x)}}}.
Dabei implizieren negative Werte Risikofreude (Risikoaffinität) und positive Werte Risikoscheu (Risikoaversion). Nimmt das Maß schließlich den Wert Null an, ist der Entscheider risikoneutral.
Ein Entscheider {\displaystyle i} ist risikoaverser als ein anderer Entscheider {\displaystyle j}, wenn anhand ihrer Nutzenfunktionen {\displaystyle u_{i}(x)} und  {\displaystyle u_{j}(x)} für ihre Arrow-Pratt-Maße gilt:
{\displaystyle \forall x:{\mathit {ARA}}_{i}(x)\geq {\mathit {ARA}}_{j}(x)}.
Die Ableitung des Maßes der absoluten Risikoaversion {\displaystyle ARA'(x)}
{\displaystyle {\mathit {ARA}}'(x)=\left(-{\frac {u''(x)}{u'(x)}}\right)'=-{\frac {u'(x)\cdot u'''(x)-(u''(x))^{2}}{(u'(x))^{2}}}={\mathit {ARA}}^{2}(x)-{\frac {u'''(x)}{u'(x)}}}
gibt die Veränderung der Risikoeinstellung bei erhöhtem Einkommen an. Werden beispielsweise alle möglichen Einkommen, die aus der Entscheidungssituation resultieren können, um einen konstanten Wert erhöht, so erlaubt ein positiver Wert der Ableitung von ARA die Aussage, dass der Entscheider seine Risikoscheu oder Risikofreude, je nach Wert von ARA, verstärken wird, ein negativer Wert, dass er weniger risikofreudig oder -scheu handeln wird, und ein Wert von Null, dass die Erhöhung aller möglichen Einkommen sein Entscheidungsverhalten nicht beeinflusst.

### Ausgewählte Beispiele
Nutzenfunktionen können danach unterschieden werden, ob ihre ARA konstant ist, zu- oder abnimmt.
- CARA (konstante absolute Risikoaversion bzw. englisch constant absolute risk aversion):

{\displaystyle u(w)={\frac {e^{-kw}-1}{e^{-k}-1}}\quad {\text{und}}\quad w(u)={\frac {\ln(u(e^{-k}-1)+1)}{-k}}} (Funktion und deren Umkehrfunktionen)
- IARA (steigende absolute Risikoaversion bzw. englisch increasing absolute risk aversion):

{\displaystyle u(w)=-aw^{2}+bw\quad w<{\frac {b}{2a}}}
- DARA (sinkende absolute Risikoaversion bzw. englisch decreasing absolute risk aversion):

{\displaystyle u(w)=\ln w}
Außerdem gibt es eine vielseitig genutzte Klasse von hyperbolischen ARA-Funktionen (demnach HARA), beispielsweise:
- HARA (hyperbolic absolute risk aversion): {\displaystyle u(w)={\frac {1-\gamma }{\gamma }}\left({\frac {aw}{1-\gamma }}+b\right)^{\gamma }}

## Das Arrow-Pratt-Maß der relativen Risikoaversion
Das Arrow-Pratt-Maß der relativen Risikoaversion errechnet sich wie folgt:
{\displaystyle {\begin{aligned}{\mathit {RRA}}(x)={\mathit {ARA}}(x)\cdot x=-{\frac {u''(x)}{u'(x)}}\cdot x=-{\frac {\mathrm {d} u'(x)}{\mathrm {d} x}}\cdot {\frac {x}{u'(x)}}=\eta _{u'(x),x}\end{aligned}}}
Es entspricht also der Grenznutzenelastizität des möglichen Einkommens, welche eine Änderung der Risikobereitschaft bei veränderten möglichen Einkommen aus der Entscheidung ausdrückt. Ist das Maß der relativen Risikoaversion konstant, so wird der Entscheider bei einer gleichmäßigen, linearen Transformation aller möglichen Einkommen seine Entscheidung nicht ändern. Eine lineare relative Risikoaversion bedeutet eine abnehmende bzw. zunehmende Risikoaversion bei Erhöhung der möglichen Gewinne, je nachdem ob das Maß der RRA negativ bzw. positiv ist – die Ableitung der RRA gibt hierüber Aufschluss.

### Ausgewählte Beispiele
Nutzenfunktionen mit konstantem relativem Risikoaversionsmaß {\displaystyle {\mathit {RRA}}(x)=1/2} und deren Umkehrfunktionen sind beispielsweise die Funktionen
- CRRA: {\displaystyle u(w)=k\cdot {\sqrt {w}}\quad {\text{und}}\quad w(u)={\frac {u^{2}}{k^{2}}}}
- IRRA: {\displaystyle u(w)=-e^{-a\cdot w}}

Im allgemeinen Fall konstanter relativer Risikoaversion (CRRA) {\displaystyle {\mathit {RRA}}(x)=\eta } ergibt sich die isoelastische Nutzenfunktion.

## Bedeutung
Die Arrow-Pratt-Maße sind invariant gegenüber einer positiv linearen Transformation der Nutzenfunktion und eignen sich damit für die Neumann/Morgenstern-Theorie.
Die über die Arrow-Pratt-Maße beobachtete Risikoaversion sinkt oft mit steigendem Vermögen. Im Versicherungsmarkt bedeutet dies etwa, dass wohlhabende Personen weniger Versicherung nachfragen (bzw. eine niedrigere Risikoprämie haben). Für den Kapitalmarkt heißt das, mit steigendem Vermögen investieren Anleger vermehrt in riskante Anlagen.
RRA berücksichtigt, dass Vermögen und Risiko eventuell in gewissem Maß zusammenhängen. Das heißt, für den Fall, dass ein größeres Vermögen einem größeren Risiko ausgesetzt wird als ein kleineres Vermögen, wäre die RRA die geeignete Kennzahl zur Messung der Risikoaversion.